# Teoría del liderazgo situacional
La teoría del liderazgo situacional es un modelo de liderazgo creado por Paul Hersey y Ken Blanchard. Fue presentada inicialmente como «teoría del ciclo de vida de liderazgo» y, en la década de 1970, pasó a llamarse «teoría del liderazgo situacional». Esta teoría es parte de las teorías de la contingencia en el liderazgo y se basa en los estudios de Ohio State University y el trabajo de William Reddin.  A diferencia de Fiedler, Hersey y Blanchard proponen un enfoque flexible, en el que el líder adapta su estilo de liderazgo según el juicio sobre la situación. La teoría sostiene que el estilo de liderazgo más eficaz varía según la «disposición» o «madurez» de los subordinados, entendida como el deseo de superación, la disposición para aceptar responsabilidades y las habilidades y experiencia relativas a las tareas.
La madurez o disposición de los subordinados, influenciada por su experiencia y educación, debe considerarse en relación con las tareas a realizar. Las metas y conocimientos de los seguidores son factores clave para determinar el estilo de liderazgo adecuado.

## Enfoque
El enfoque de Hersey y Blanchard se centra en gran medida atención en las características de los seguidores, pues son estas las que determinan el comportamiento de liderazgo. 
Las personas con baja disposición para las tareas, ya sea por su poca habilidad o capacitación, o su inseguridad, necesitan un estilo de liderazgo diferente de aquellas que tienen un alto grado de disposición y tienen una buena capacidad, habilidades, confianza y diligencia para trabajar.
De acuerdo con esta teoría, un dirigente puede adoptar uno de los cuatro estilos de liderazgo, con base en un conjunto del comportamiento de relaciones que se refiere al interés por las personas y del comportamiento de tareas que se refiere al interés por la productividad. 
Elegir un estilo conveniente dependerá en gran medida del nivel de disposición y madurez de los subordinados.

## Estilos de liderazgo
- El estilo directivo refleja una alta preocupación en las tareas y bajo interés en las personas y las relaciones. Este estilo de alta dirección conlleva dar direcciones explícitas acerca de cómo y cuándo se deben desempeñar las tareas. En esta fase lo más apropiado es que el líder observe muchas de las conductas concernientes a las tareas. Es decir los empleados deben recibir instrucciones en cuanto a sus tareas y habituarse con las reglas y procedimientos establecidas dentro de la organización. Un gerente que no dirija de una forma adecuada despertaría angustia y confusión entre los subordinados

- El estilo persuasivo está apoyado en un alto interés en las personas y al mismo tiempo preocupación en las tareas. Con este enfoque el líder determina y explica las decisiones y cede a los subordinados la oportunidad de realizar preguntas y de esta forma obtener mayor claridad y comprensión con respecto a las tareas laborales.

- El estilo participativo, que se refiere a una combinación de alto interés en las personas y relaciones y bajo interés en las tareas de la producción. En este estilo el líder comparte las ideas con los subordinados, les da la oportunidad de participar en la toma de decisiones. En esta fase los empleados tienen más capacidad y su motivación para superarse empieza a aparecer, además empiezan a buscar, de forma activa, más responsabilidades.[4] El líder ya no tendrá la necesidad de dirigir tanto, sin embargo, el líder si tendrá que seguir siendo respetado y seguirá ofreciendo apoyo, con el fin de reforzar la determinación de los seguidores que quieren obtener más responsabilidad.

- Y por último el estilo delegador, que manifiesta un bajo interés por las relaciones del mismo modo por las tareas. Este estilo ofrece poca dirección y apoyo, debido a que el líder delega a sus seguidores la responsabilidad de la toma de decisiones y su ejecución. Es decir conforme los seguidores van adquiriendo, gradualmente, más confianza, así como experiencia y autogestión, el líder puede disminuir la cantidad de apoyo y aliento que brinda.[5] En esta cuarta fase, los seguidores ya no requieren ni esperan una mayor dirección de su administrador. Es decir cada vez son más autónomos.

## Figura del Liderazgo Situacional

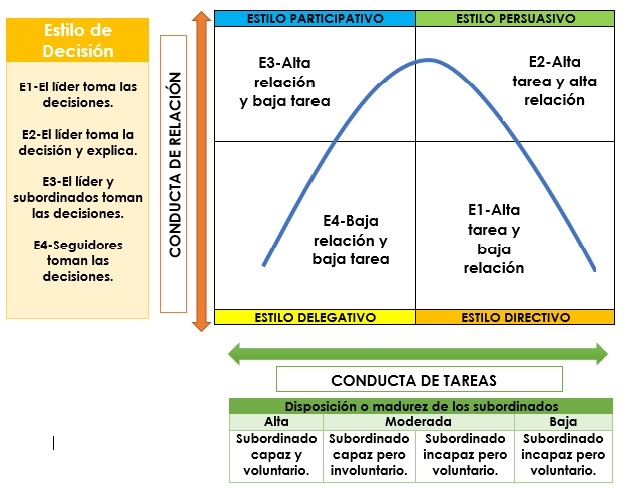
Variaciones de estilos de liderazgo según la Teoría Situacional de Hersey y Blanchard.

La figura representa dos diferentes manifestaciones:
En primera el estilo apropiado de liderazgo, para los niveles observados por el nivel de disposición del seguidor es representado por la línea curva que se desplaza a través de los cuatro cuadrantes de liderazgo. 
Y en segunda el nivel de disposición de los subordinados o grupo de subordinados, que está a cargo de la supervisión del líder y que es señalada bajo del modelo de liderazgo como un rumbo continuo desde el nivel bajo al nivel alto.
En cuanto a los estilos de liderazgo en el modelo, es decir las conductas determinadas por líder se utilizan las siguientes denominaciones:
| E1 | Alta tarea-baja relación | E2 | Alta tarea-alta relación | E3 | Alta relación-baja tarea | E4 | Baja relación-baja tarea |

En cuanto a la disposición de los seguidores, que no solo es tener habilidad para realizar determinadas tareas sino que también a la disposición que se tenga para elaborarlas Por lo que, en términos de niveles de disposición nos referiremos de la siguiente manera:
| D1 | Bajo nivel de disposición | D2 | Bajo a moderado nivel de disposición | D3 | Moderado a alto nivel de disposición | D4 | Alto nivel de disposición |

La teoría situacional propone un estilo de liderazgo:
- E1 (alta tarea y baja relación) para un suceso con un seguidor o grupo con un nivel de disposición D1

- Un estilo de liderazgo E2 (alta tarea y alta relación) a un suceso con un seguidor o grupo con un nivel de disposición D2

- Un estilo E3 (baja tarea y alta relación) para un nivel de disposición D3

- Un estilo E4 (baja relación y baja tarea) para un nivel de disposición D4.

El significado de la curva en la porción de la conducta del líder ilustrado en la figura es que respecto al desarrollo del nivel de habilidad y disposición del subordinado o grupo de subordinados, el estilo conveniente de liderazgo se moverá de acuerdo a la función de la curva.

## Aplicación
Para aplicar el modelo de Hersey y Blanchard de forma efectiva, el líder debe detectar el nivel de disposición en el que se encuentran sus subordinados y así adoptar el estilo apropiado, ya sea directivo, persuasivo, participativo o delegador. Utilizar el estilo incorrecto puede dañar tanto la moral como el desempeño del subordinado.
Si se muestra el suceso en el cual los subordinados muestran preparación o capacidad y una alta disposición para asumir responsabilidades, el líder debe reducir el control, el comportamiento de relación, ya que puede dejar al grupo de seguidores trabajar en autonomía, sin la seria necesidad de elevada supervisión o de amplia comunicación.
Por el contrario, si el grupo demuestra menor madurez, disposición para aceptar responsabilidades o bien poca capacidad o preparación, el líder entonces debe asumir un comportamiento de alta tarea, control y amplia relación debido a que a través estos se puede alcanzar la mayor participación y la capacitación del grupo.
El modelo de liderazgo situacional ha despertado gran interés porque recomienda un tipo de liderazgo dinámico y flexible, en lugar de uno estático. La motivación, la capacidad y la experiencia de los seguidores se deben evaluar constantemente, a efecto de determinar que combinación de estilos resulta más adecuada para las condiciones flexibles y cambiantes.
Si el estilo es el adecuado, según la teoría de Hersey y Blanchard, no solo se motivara a los subordinados, sino que también servirá para su desarrollo profesional. Por tanto, el líder que quiera formar a sus seguidores, aumentar su confianza y ayudarles a aprender su trabajo tendrá que ir cambiando su estilo constantemente.
Si los administradores tienen un estilo que sea lo suficientemente flexible de liderazgo o si están dispuestos a capacitarse para cambiar de estilo dependiendo la situación, lograran el éxito deseado en cuanto a su liderazgo. Si por otra parte, los gerentes tienen un estilo de liderazgo relativamente inflexible, operarán con efectividad sólo en aquellas situaciones que se ciñan a su estilo o que se puedan adaptar a su estilo. Esta falta de flexibilidad puede entorpecer las carreras personales de los gerentes y complicar la tarea de la organización de llenar los puestos administrativos con eficacia.